# اون چهار نفر
اون چهار نفر (به انگلیسی: Those four people) و (به تلگو: Aa Naluguru) فیلمی هندی محصول سال ۲۰۰۴ و به کارگردانی چاندرا سیدهارتا است. در این فیلم بازیگرانی همچون راجندرا پراساد، آمانی و کوتا سرینیواسا راو ایفای نقش کرده‌اند.